# Gotlandsbåten
Gotlandsbåten AB är ett aktiebolag som april-september 2016 förde färjetrafik på sträckorna Västervik–Visby och Nynäshamn-Visby. För ändamålet hyrdes fartyget HSC Express.

## Historik
Företaget grundades 2013 med målsättning att sommaren 2014 påbörja färjetrafik mellan Västervik och Visby och fartyget M/S Queen Diamond chartrades under namnet M/V Västervik. Det officiella namnet var dock M/V Vastervik, då rederiet valde cypriotisk flagg. Fartyget seglade till Grekland för renoverings- och reparationsarbeten men detta försenades av det anlitade varvets dåliga ekonomi och strejker under Greklandskrisen och trafikstarten fick ställas in. Detta skapade kontroverser då cirka 40 000 biljetter redan sålts och Västerviks kommun satsat 6,5 miljoner på ombyggnad av Västerviks hamn för att kunna ta emot fartyget. Problemen med fartyget fortsatte och inte heller under 2015 kunde trafiken påbörjas.
Till säsongen 2016 chartrade man fartyget HSC Express från Nordic HSC för att trafikera sträckorna Västervik–Visby och Nynäshamn-Visby.